# Aini-Theater

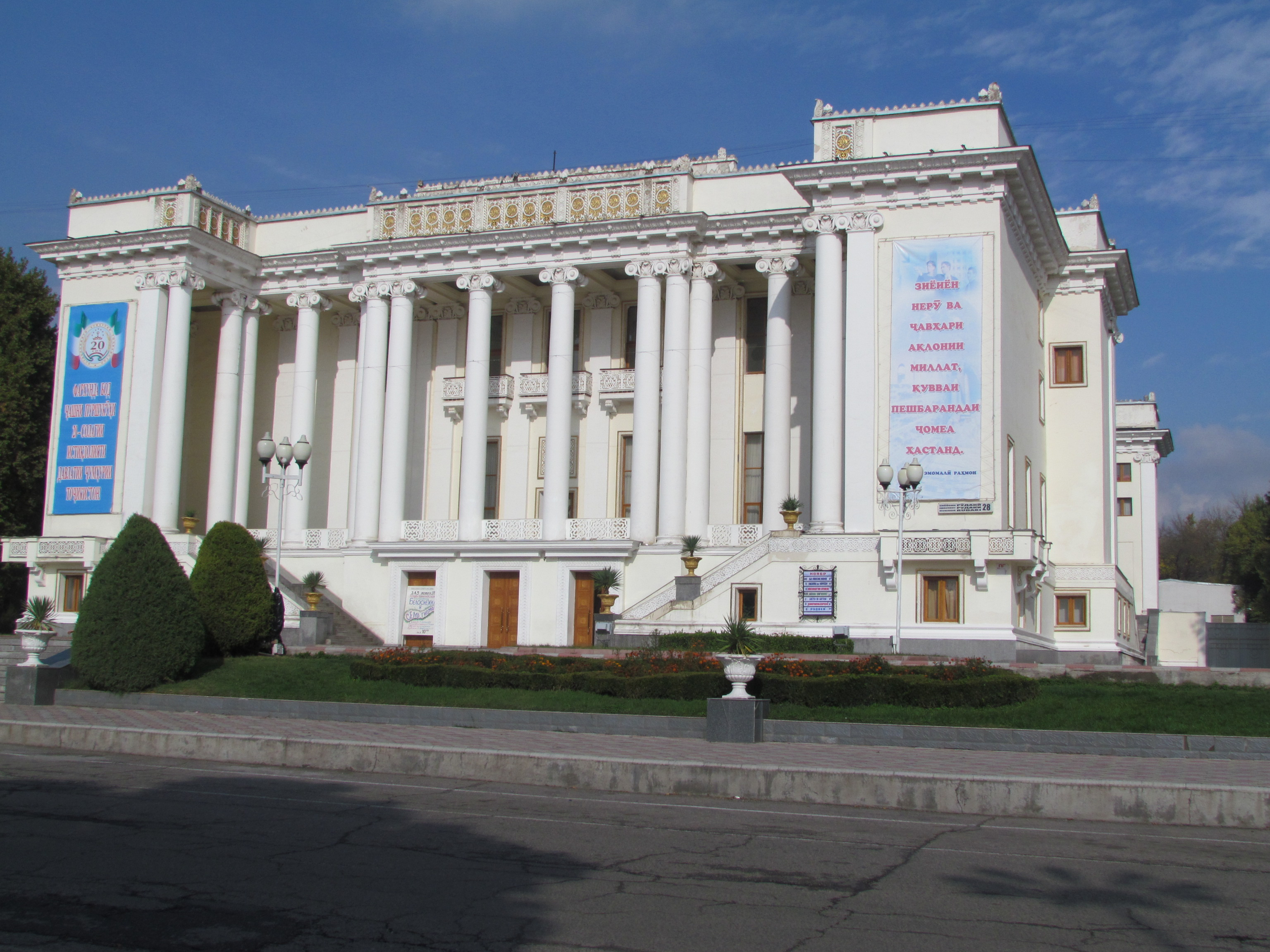
Aini-Theater

Das Staatliche Akademische Opern- und Balletttheater Sadriddin Aini (tadschikisch Театри давлатии академии опера ва балети ба номи Садриддин Айнӣ), kurz Aini-Theater, ist das Nationaltheater in der tadschikischen Hauptstadt Duschanbe.
Es wurde im Jahr 1936 als tadschikisches Musiktheater in Duschanbe gegründet und 1940 in den heutigen Namen umbenannt. 1941 wurde es mit dem Leninorden ausgezeichnet. Das Opern- und Balletttheater trägt den Namen des tadschikischen Schriftstellers Sadriddin Aini.